# آردائولی
آردائولی (به ایتالیایی: Ardauli) یک کومونه در ایتالیا است که در استان اریستانو واقع شده‌است.

## خصوصیات
آردائولی ۲۰٫۵ کیلومترمربع مساحت و ۹۴۶ نفر جمعیت دارد و ۴۲۱ متر بالاتر از سطح دریا واقع شده‌است.